# سليم تركماني
سليم التركماني (25 آب 1958 - 18 أيار 2016)، ممثل ومخرج سوري. بداية مسيرته الفنية 1988وآخر فيلم له كان عام 2010، لديه 6 أفلام بالإضافة إلى العديد من المسلسلات الدرامية السورية من الجدير بالذكر أنه حصل على العديد من الجوائز والتقديرات، ومن أهم أعماله «ناصر» وانتسب إلى «نقابة الفنانين- فرع دمشق» ليلعب لاحقاً عدداً كبيراً من الأدوار التلفزيونية والمسرحية والسينمائية منها فيلم «دمشق مع حبي» لمحمد عبد العزيز، وفي التلفزيون «الدبّور» و «يوميات مدير عام1» و «رجال الحارة».

## أعماله

### المسلسلات
- 2018: فزلكة عربية (ج2).
- 2015: دنيا (ج2).
- 2015: حرائر.
- مآسي على قياسي.
- 2010: رجال الحارة.
- 2010: السائرون نياما.
- 2010: هي دنيتنا.
- ناصر2008
- 2007: رسائل الحب والحرب.
- باب الحارة (ج2) 2007
- سقف العالم2007
- الظاهر بيبرس2005
- نزار قباني2005
- بكرا أحلى (ج1) 2005
- 2003: سيف بن ذي يزن.
- حمام القيشاني (ج4) 2001
- المسلوب 2001
- البواسل 2000
- أيام اللولو (ج1) 2000
- بقايا صور 1999
- أهل وحبايب 1999
- آخر أيام التوت 1999
- لوين 1999
- الجمل 1999
- الدرب الشائك 1998
- ياقوت 1998
- 1998: الحنطة وبس.
- النصابون 1998
- الأخوة (ج2) 1997
- العبابيد 1997
- 1997: الفراري.
- 1996: أهلا حماتي.
- عدالة الصحراء 1996
- أخوة التراب 1996
- تل اللوز 1996
- الخطوات الصعبة 1995
- 1995: الثعبان.
- 1996: أيام أبي المنقذ.
- 1995: يوميات مدير عام.
- 1996: الجوارح.
- حمام القيشاني (ج1) 1994
- 1992: طرابيش.
- يوميات مرحة 1990
- 1990: الزاحفون.
- عريس الهنا 1984
- غداً يوم آخر
- أوعى تضحك

### تمثيلية
الشقيقتان

### المسرحيات
- سفر برلك 1994

### الافلام
- صهيل الجهات 1993
- رسائل شفهية 1991

### البرامج
- عائلتي 1993

### الفوازير
- داود في هوليو 1998

## انتاجه
- المسلوب 2001
- البواسل 2000

## اخراجه
- صعود المطر مساعد مخرج
- الشقيقتان سكريبت

## وفاته
توفى الممثل سليم تركماني صباح يوم الأربعاء 18 أيار 2016 أثر نوبة قلبية مفاجئة عن عمر يناهز 58 عاماً. وقد تمت الصلاة عليه في مسجد «غزوة بدر» بحي الميدان الدمشقي ووري ثرى في مقابر الشام.